# Consiliul Național de Tranziție
     Libia

O hartă a lumii reprezentând țările ce au recunoscut Consiliul Național de Tranziție ca reprezentantul legitim al poporului libian.
Libia
Țări ce au recunoscut Consiliul Național de Tranziție ca reprezentantul legitim al Libiei
Țări ce au legături informale cu Consiliul Național de Tranziție sau au votat în favoare recunoașterii la ONU fără a avea relații oficiale
Țări ce s-au opus recunoașterii la votul ONU, dar care nu au emis o declarație oficială
Țări ce susțin că nu vor recunoaște Consiliul Național de Tranziție

     Țări ce au recunoscut Consiliul Național de Tranziție ca reprezentantul legitim al Libiei
     Țări ce au legături informale cu Consiliul Național de Tranziție sau au votat în favoare recunoașterii la ONU fără a avea relații oficiale
     Țări ce s-au opus recunoașterii la votul ONU, dar care nu au emis o declarație oficială
     Țări ce susțin că nu vor recunoaște Consiliul Național de Tranziție
Consiliul Național de Tranziție din Libia este de facto consiliul care guvernează Libia, câștigând puterea după ce, alături de o masă de rebeli, a luptat împotriva liderului libian Muammar al-Gaddafi și a guvernului său în Războiul Civil Libian din 2011. După moartea lui Gaddafi, consiliul a preluat puterea, stabilind o constituție. CNT a emis o declarație constituțională în august 2011, în care se stabilește o foaie de parcurs pentru tranziția țării la o democrație, cu un guvern ales democratic.
Formarea CNT a fost anunțată în orașul Benghazi la data de 27 februarie 2011. Scopul lor a fost de a acționa ca "fața politică a revoluției". La 5 martie 2011, Consiliul s-a declarat a fi "singurul organism legitim reprezentând oamenii din Libia și statul libian".
Un comitet executiv, prezidat de Mahmoud Jibril, a fost format sub formă de consiliu la 23 martie 2011 după ce a fost, de facto, asamblată ca o "echipa executivă" la 5 martie 2011. Consiliul a fost recunoscut internațional ca autoritatea legitimă care guvernează Libia până când o autoritate intermediară intră în vigoare și ocupă locul țării în cadrul ONU. 
Consiliul utilizează numele de Libia ca prescurtare pentru statul libian și forma lungă de Republica Libiei, în timp ce numele guvernului Gaddafi pentru statul libian a fost Marea Jamahiriye Arabă Socialistă Populară Libiană.

## Istorie

### Războiul Civil Libian din 2011
După ce mișcările populare au răsturnat conducători Tunisiei și Egiptului, Libia a experimentat un început de răscoală la scară largă în februarie 2011. Până la 20 februarie, neliniștea s-a răspândit până la Tripoli. La sfârșitul lunii februarie 2011, o mare parte din Libia a alunecat de sub control lui Gaddafi, încadrându-se la forțele anti-Gaddafi. Opoziția a început să organizeze un guvern funcțional. Forțele Anti-Gaddafi au mărșăluit spre Sirt (orașul natal al lui Gaddafi), pe 28 septembrie 2011. Loialiștii lui Gaddafi au întârziat atacul cu utilizarea de lunetiștii lor. Lupta pentru Sirt s-a încheiat la data de 20 octombrie, cu ocuparea orașului și moartea colonelului Gaddafi.